# Penadiz
Penadiz (también llamada O Folón) es una entidad de población de la aldea y parroquia de Arnuid, del municipio español de Villar de Barrio, en la provincia de Orense, Galicia.

## Demografía
| Gráfica de evolución demográfica de Penadiz entre 2000 y 2023 |
|                                                               |
| Datos según el nomenclátor publicado por el INE.              |